# Johovec
Johovec – wieś w Chorwacji, w żupanii zagrzebskiej, w gminie Križ. W 2011 roku liczyła 144 mieszkańców.